# Jazbin Vrh
Jazbin Vrh – wieś w Słowenii, w gminie Šentjur. W 2018 roku liczyła 35 mieszkańców.